# Centrální sovětská oblast
Centrální sovětská oblast (čínsky v českém přepisu Čung-jang su-čchü, pchin-jinem Zhōngyāng Sūqū, znaky zjednodušené 中央苏区, tradiční 中央蘇區) je termín pro region na jihovýchodu provincie Ťiang-si (východ prefektury Kan-čou) a přilehlém západě provincie Fu-ťien, který v letech 1928–1934 kontrolovaly vojska Komunistické strany Číny, čínská Rudá armáda, od konce roku 1931 hlavní a největší region Čínské sovětské republiky, povstaleckého komunistického státu. V říjnu 1934 byla Centrální sovětská oblast dobyta kuomintangskými armádami a zanikla, v regionu nadále přetrvaly pouze relativně nevelké komunistické partyzánské oddíly.

## Názvy
Alternativní názvy Centrální sovětské oblasti byly sovětská oblast Fu-ťien–Ťiang-si/sovětská oblast Min-Kan (čínsky v českém přepisu Min-Kan su-čchü, pchin-jinem Mǐn-Gàn Sūqū, znaky zjednodušené 闽赣苏区, tradiční 閩贛蘇區) nebo ústřední revoluční základna (čínsky v českém přepisu Čung-jang ke-ming ken-ťü-ti, pchin-jinem Zhōngyāng Gémìng Gēnjùdì, znaky zjednodušené 中央革命根据地, tradiční 中央革命根據地).

## Historie
Sovětská oblast Min-Kan vznikla začátkem roku 1929, když pod tlakem nacionalistických vojsk ustoupili komunisté z hor Ťing-kang-šan na pomezí provincií Ťiang-si a Chu-nanu. Oddíly Pcheng Te-chuaje přitom dostali rozkaz držet region, ze kterého se dočasně stáhly, ale v polovině roku 1929 se do něj vrátily. Většina komunistických vojsk pod velením Ču Teho a Mao Ce-tunga v prosinci 1928 z Ťing-kang-šanu odešla do hor na jihovýchodě Ťiang-si a do přilehlých horských okrsků západního Fu-ťienu.
Na pomezí Ťiang-si a Fu-ťienu Ču Teho a Mao Ce-tungova původně čtyřtisícová armáda (od září 1930 dostala označení 1. front čínské Rudé armády) od začátku roku 1929 postupně obsadila několik okresů s centrem ve městě Žuej-ťin a zesílila. Mezi listopadem 1930 a zářím 1931 porazila tři obkličovací kampaně kuomintangských armád a rozšířila sovětskou oblast na rozlehlé oblasti jihovýchodního Ťiang-si a části Fu-ťienu a celkové rozloze 36 tisíc km². V listopadu 1931 se oblast stala základním teritoriem Čínské sovětské republiky vyhlášené na I. sjezdu sovětů v Žuej-ťinu.
V regionu komunisté zorganizovali vlastní sovětskou administrativu, provedli pozemkovou reformu a v červnu 1932 – dubnu 1933 se ubránili dalšímu tažení kuomintangských armád. Roku 1934 však v páté obkličovací kampani komunisté nedokázali klást odpor přesile kuomintangských vojsk a jejich strategii ekonomické blokády oblasti a systematického pomalého postupu zabezpečeného budováním řetězů opevněných vzájemně se podporujících postavení a pevnůstek. Nakonec v říjnu 1934 většina komunistických vojsk oblasti, 1. front čínské Rudé armády, prorazila blokádu a v Dlouhém pochodu ustoupila na západ a nakonec na severozápad Číny, do sovětské oblasti na pomezí provincií Šen-si, Kan-su a Ning-sia.